# 亨里克·维乔雷克
亨里克·维乔雷克（波蘭語：Henryk Wieczorek，1949年12月14日—），波兰男子足球运动员，司职中场。他曾代表波兰国奥队参加1976年夏季奥林匹克运动会足球比赛，获得一枚银牌。